# 리일진
리일진(1993년 8월 20일 ~ )은 조선민주주의인민공화국의 축구 선수이다. 포지션은 미드필더이다. 현재 소백수체육단 소속이다.